# にんげんこわい
『にんげんこわい』は、WOWOWプライムにて古典落語の演目をアレンジしドラマ化したオムニバスドラマ。
2022年2月6日から3月6日まで毎週日曜 23時00分 - 23時30分に全5話が放送され、第2弾として「連続ドラマW-30」枠『にんげんこわい2』全6話が2023年8月11日から9月15日まで毎週金曜 23時00分 - 23時30分に放送された。第1弾もDVDには「連続ドラマW-30」の冠がつけられている。

## 概要
滑稽により笑いを誘うというイメージの落語だが実は怖い話が多くある。その古典落語の演目をアレンジしドラマ化したオムニバスドラマとした作品で、元となる落語の演目は「心眼」、「辰巳の辻占」、「紺屋高尾」、「宮戸川」。第2弾の『にんげんこわい2』で元となる落語の演目は「紙入れ」、「品川心中」、「鰍沢」、「権助提灯」、「笠碁」。落語家の柳家喬太郎が全話に語りを務める。

## 作品詳細

### にんげんこわい

#### 第1話 心眼
原作「心眼」。
キャスト
- お竹 - 黒木華
- 梅喜 - 東出昌大
- 小春 - 松本妃代
- 旦那 - 中村まこと
- 語り - 柳家喬太郎

あらすじ
盲目の按摩・梅喜は芸者・小春から茅場町の薬師様でお百度参りをすれば願いが叶うという話を聞き、梅喜もお百度参りすることにする。そして100日目、帰宅した梅喜は目が見えることに気付くが、梅喜の妻・お竹は浮かない表情。数日後、客の旦那からお竹は小春と比べて器量が悪いと言われる。さらに偶然小春と出会い、梅喜の目が見える事を知ると……。

#### 第2話 辰巳の辻占
原作「辰巳の辻占」。
キャスト
- お玉 - 山本美月
- 伊之助 - 岡山天音
- 菊次郎 - 大東駿介
- 語り - 柳家喬太郎

あらすじ
伊之助が女郎屋に通い詰めなので友人・菊次郎が問い詰めると、女郎・お玉が自分に夢中なのだと自慢する。だが菊次郎は伊之助が富くじに当った事をお玉に話した事がわかると、自信があるならその女の本気を確認しろとけしかけた。店に行き伊之助はお玉に嘘をついて一緒に心中してほしいと頼むことに。するとお玉はこれを快く承諾してくれ、お玉と一緒に川へ向かうが……。

#### 第3話 紺屋高尾
原作「紺屋高尾」。
キャスト
- 久蔵 - 永山絢斗
- 高尾太夫 - 瀧内公美
- 親方 - 奥田洋平
- 藪医者 - きたろう
- 語り - 柳家喬太郎

あらすじ
紺屋の染物職人・久蔵は、美人画に描かれた江戸一番の花魁・高尾太夫に惚れ込んでいた。親方は仕事にも支障を来たす久蔵に「金があれば高尾太夫に会える。3年でその金を貯めさせてやる」と約束。そして3年後、ついに貯めた金を使い遊郭で念願の高尾太夫と対面する事が叶う。夢心地の一夜を過ごした後、高尾が次はいつ会えるかと尋ねたので、久蔵は次に会えるのはまた3年後になると告げる。すると高尾は……。

#### 第4話・最終話 宮戸川（上・下）
原作「宮戸川」。
キャスト
- キミ - 奈緒
- 半七 - 若葉竜也
- お花 - 萩原みのり
- 亀 - 中島歩
- 船頭 - 岩瀬亮
- 語り - 柳家喬太郎、舘そらみ

あらすじ
舟の上のキミと半七は友人・お花に思いをはせてると、酔っぱらった客・亀に絡まれる。かつて半七とお花は夫婦になる約束をしていたが、キミとお花が雨宿りしていた時に亀と遭遇し、キミは逃げ帰ったがお花はその日から行方が知れない状況になっていた。酔った亀は「いい女だった」と勝手に当時のことを話しだしたので、お花を襲った男だと気付いた半七はお花のことをたずねると……。

### にんげんこわい2

#### 第1話 紙入れ
原作「紙入れ」。
キャスト
- おかみさん - 吉田羊
- 新吉 - 金子大地
- 旦那 - 村上淳
- 語り - 柳家喬太郎

あらすじ
小間物屋の新吉は得意先のおかみさんの家へ約束の品を届けに訪れたが、偶然おかみさんと旦那の営みをのぞいてしまう。改めておかみさんの家を訪れると新吉はおかみさんから手紙を渡され、旦那からは紙入れを譲ってもらう。手紙には明日旦那が留守だから家に来るようにと書かれていて、翌日新吉はおかみさんを訪ねてしまう。

#### 第2話・第3話 品川心中（上・下）
原作「品川心中」。
キャスト
- お染 - 吉岡里帆
- 金蔵 - 井之脇海
- 二郎 - 吉村界人
- 親方 - 岩松了
- 若い衆 - 松浦祐也
- 遊女 - 新谷ゆづみ
- 遊女 - 宮下咲
- 婆さん - 伊勢志摩
- 語り - 柳家喬太郎

あらすじ
品川遊廓の遊女・お染は、かつては一番の売れっ子だったが近頃は客がつかず、遊廓の行事のために金が必要だが用意出来そうも無かったので、恥をかきたくないお染は死ぬことを決断する。1人で死ぬのは嫌なので、貧乏で貸本屋の金蔵に心中を持ちかけると金蔵は了承してくれ品川沖までやってくるが、金蔵が二人で逃げようと言い出したのでお染は金蔵を突き落としてしまった。だがその直後、若い衆が「金が出来た」という知らせを伝えにやって来た。お染は遊廓に戻り、普段通りに客をとっているとある男が尋ねてきた。

#### 第4話 鰍沢
原作「鰍沢」。
キャスト
- 旅人 - 岡田将生
- お熊 - 松本若菜
- 狩人 - 芹澤興人
- お熊の夫 - 武谷公雄
- 語り - 柳家喬太郎

あらすじ
諸国を放浪している旅人は、道に迷い飲み水もなく倒れ込んでしまう。やがて目が覚めるとそこは見知らぬ山小屋で、お熊と名乗る女性がひとり、夫と一緒に住んでいると言う。旅人はお熊のある事に気づき、お熊に江戸で出会った月の兎（つきのと）花魁によく似ていると尋ねてしまう。お熊も最初は否定するも最終的には認め、暖かい卵酒を勧めるのだった。

#### 第5話 権助提灯
原作「権助提灯」。
キャスト
- 権助 - 安田顕
- 若旦那 - 大鶴佐助
- りん - 穂志もえか
- そよ - 橋本マナミ
- 愛人 - 斉藤一平
- 語り - 柳家喬太郎

あらすじ
商家に仕える飯炊きの権助は、若旦那に提灯を持ってお供をするように命じられる。妻・そよが月明かりのない不気味な夜なので妾・りんが心配だからとりんの家へ行ってあげてと若旦那に頼んだのだ。しかし、りんの家に着くと正妻の言いなりにはなりたくないとりんは家に入れてくれない。仕方なく自宅へ戻ると、今度はそよも家に入れてくれない。眠気に襲われる権助と若旦那の長い夜が続く。

#### 最終話 笠碁
原作「笠碁」。
キャスト
- 近江屋の隠居 - 松重豊
- 相模屋の隠居 - 伊東四朗
- 近江屋の嫁 - 東野絢香
- 相模屋の嫁 - 村上穂乃佳
- 碁会所の男 - 瀧川鯉昇
- 碁会所の男 - 春風亭傅枝
- 碁会所の男 - 春風亭柳雀
- 近江屋の若旦那 - 岡部ひろき
- 語り - 柳家喬太郎

あらすじ
碁好きの近江屋の隠居と相模屋の隠居はいさかいになり、仕方無く近江屋の隠居はひとりで碁を打って時間をつぶし、一方の相模屋の隠居は碁会所に出かけてみたが、皆から煙たがられてしまう。近江屋の隠居は忘れ物を届けに相模屋に出かけ、互いの家へ様子を見に行ってすれ違うが、結局二人は雨の中で出会い、近江屋の家で碁を打ち始める。

## スタッフ
- 監督 - 賀内健太郎、山田由梨、舘そらみ、松岡芳佳
- 脚本 - 首藤凜、山田由梨、ぺヤンヌマキ、舘そらみ
- 撮影 - 百々新、山崎裕
- 照明 - 高坂俊秀
- 美術 - 富田麻友美
- 録音 - 古谷正志、治田敏秀
- 衣装 - 宮本まさ江
- 美粧 - 佐藤光栄、楮山理恵、タナカミホ
- 編集 - 普嶋信一、小堀由起子
- 統括プロデューサー - 射場好昭
- プロデューサー - 高田亜美、小室秀一
- 制作協力 - 博報堂プロダクツ

- 制作著作 - WOWOW

## 放送日程

### にんげんこわい（放送日程）
| 放送回 | サブタイトル | 放送日程 | 脚本         | 監督       |
| ------ | ------------ | -------- | ------------ | ---------- |
| 第1話  | 心眼         | 2月 6日  | 首藤凜       | 賀内健太郎 |
| 第2話  | 辰巳の辻占   | 2月13日  | 山田由梨     | 山田由梨   |
| 第3話  | 紺屋高尾     | 2月20日  | ペヤンヌマキ | 賀内健太郎 |
| 第4話  | 宮戸川・上   | 2月27日  | 舘そらみ     | 賀内健太郎 |
| 最終話 | 宮戸川・下   | 3月 6日  | 舘そらみ     | 賀内健太郎 |

### にんげんこわい2（放送日程）
| 放送回 | サブタイトル   | 放送日程 | 脚本     | 監督       |
| ------ | -------------- | -------- | -------- | ---------- |
| 第1話  | 紙入れ         | 8月11日  | 首藤凜   | 松岡芳佳   |
| 第2話  | 品川心中（上） | 8月18日  | 山田由梨 | 山田由梨   |
| 第3話  | 品川心中（下） | 8月25日  | 山田由梨 | 山田由梨   |
| 第4話  | 鰍沢           | 9月 1日  | 首藤凜   | 賀内健太郎 |
| 第5話  | 権助提灯       | 9月 8日  | 舘そらみ | 賀内健太郎 |
| 最終話 | 笠碁           | 9月15日  | 首藤凜   | 賀内健太郎 |